# Pierre Le Picard
Pierre Le Picard, detto anche le Picard o Lepicard (Francia, 1624 – 1690), è stato un pirata francese.

## Biografia
Le prime informazioni su Pierre Le Picard lo riportano ufficiale della flotta del pirata Olonese durante la spedizione a Tortuga, al comando di un brigantino con 40 uomini , con cui razziarono le coste di Maracaibo e Gibraltar nel 1666 e Puerto Cabello e San Pedro nel 1667. Poi la flotta si fermò per compattarsi, catturò una nave spagnola al largo della costa dello Yucatan, e l'Olonese convocò Le Picard e gli altri suoi ufficiali per una riunione organizzativa. L'Olonese propose ai suoi di salpare per il Guatemala, ma Le Picard ed il collega Moise Vauquelin non accettarono la proposta dell'Olonese e decisero di partire soli, razziando le coste della Costa Rica. I due riuscirono a conquistare e a razziare la provincia di Veraguas in quello stesso anno, ma non riuscirono a occupare il vicino villaggio di Natá de los Caballeros.
Nel 1669, Le Picard tornò a Maracaibo come guida nella spedizione di sir Henry Morgan e, due anni dopo, si unì a lui presso Panama al comando della Saint-Pierre (un veliero da 10 cannoni). 
Non si conoscono le sue attività negli anni successivi, e almeno una fonte riporta la sua morte nel 1679, pur se il governatore della Giamaica, sir Henry Morgan, lo menziona come attivo presso Port Royal nel 1682. A conferma di questa ipotesi, un pirata chiamato Le Picard viene indicato nel 1685 ad operare con Francois Grogniet, Mathurin Desmarestz, George Dew, e il capitano Townley presso l'istmo di Panama. Successivamente quel gruppo si unì a quello di Edward Davis, Charles Swan e Peter Harris. Le Picard tornò nei Caraibi dopo l'incursione di Guayaquil nel maggio del 1687 e, mentre era in rotta verso Hispaniola, saccheggiò la città di Segovia; successivamente si ritirò in Acadia, nel Canada sudorientale. Durante la Guerra di re Guglielmo, Le Picard comandò un piccolo squadrone ed attaccò la colonia inglese di Rhode Island per conto del governo francese nel 1690, come rappresaglia per un attacco mosso da sir William Phips all'Acadia; venne comunque costretto a ritirarsi per le pesanti perdite subite.